# Queen Egbo
Queen Kamsiyochukwu Egbo (ur. 29 czerwca 2000 w Houston) – amerykańska koszykarka, występująca na pozycji środkowej, obecnie zawodniczka Uniwersytetu Cankaya, a w okresie letnim Indiany Fever.
W 2018 wystąpiła w spotkaniach gwiazd amerykańskich szkół średnich McDonald’s All-American oraz Jordan Brand Classic.

## Osiągnięcia
Stan na 6 marca 2023, na podstawie, o ile nie zaznaczono inaczej.

### NCAA
- Mistrzyni:
  - NCAA (2022) (2019)
  - turnieju konferencji Big 12 (2019, 2021)
  - sezonu regularnego Big 12 (2019–2022)
- Uczestniczka rozgrywek:
  - Elite 8 turnieju NCAA (2019, 2021)
  - turnieju NCAA (2019, 2021, 2022)
- Najlepsza rezerwowa sezonu konferencji Big 12 (2020)
- Zaliczona do:
  - I składu:
    - najlepszych pierwszorocznych zawodniczek konferencji Big 12 (2019 przez Waco-Tribune Herald)
    - Academic All-Big 12 (2021)
    - turnieju Cancun Challenge Mayan Division

  - II składu:
    - Big 12 (2021 przez Waco-Tribune Herald)
    - Academic All-Big 12 (2020)

  - składu:
    - honorable mention All-Big 12 (2021, 2022)
    - Commissioner’s Honor Roll (wiosna 2019)
- Liderka Big 12 w skuteczności rzutów za 2 punkty (2020 – 60,9%)

### WNBA
- Zaliczona do I składu debiutantek WNBA (2022)

### Reprezentacja
- Mistrzyni świata U–19 (2019)[5]